# Мишега
Мишега (рос. Мышега) — річка у центрі Європейської частини Росії, ліва притока Оки, протікає територією Тульської та Калузької областей. Належить до водного басейну річки Волги → Каспійського моря.

## Гідронім
Назву свою річка отримала від невеликого села Мишега, що знаходиться в Тульській області.

## Гідрографія
У географічному відношенні русло річки Мишега тягнеться із заходу на схід. Довжина річки становить 39 км, площа водозбірного басейну — 252 км. 
Мишега є типовою невеликою рівнинною річкою з долининною шириною 1-1,5 км.
Живлення річки Мишега змішане. В основному, від танення снігів та атмосферних опадів, частково від ґрунтових вод. В околицях річки росте переважно листяний ліс, що змінюється чагарником та високою травою.
У річці водиться сом, сазан, плотва, білизна, верховодка, язь, йорж, лящ, окунь.

## Притоки
Ліві: Вожа, Ольховка, Сєверка
Праві: Ягідна, Снєжеть